# Abbaye de Saint-Claude
L'abbaye de Saint-Claude — appelée monastère de Condat à son origine puis abbaye de Saint-Oyand de Joux au Moyen Âge — est une ancienne abbaye bénédictine située à Saint-Claude dans le massif du Jura qui a existé du Ve au XVIIIe siècle et dont il ne reste plus que des vestiges.
Un premier ermitage est fondé vers 420 par saint Romain et saint Lupicin au confluent de la Bienne et du Tacon dans le sud du massif du Jura : la particularité du lieu donne son nom à l'institution que l'on désigne comme le monastère de Condat (le mot signifiant en effet « confluence »). Le rôle majeur joué par saint Oyand, abbé qui transforme vers l'an 500 la fondation des Pères du Jura en vrai monastère, conduit à un culte du saint qui s'établit aux VIIe et VIIIe siècles et on désigne dès lors le monastère sous le nom de Saint-Oyand de Joux (orthographié aussi avec des variantes comme Oyend) qu'il conserve jusqu'à la fin du Moyen Âge. Cependant, on découvre en 1160 le corps intact de saint Claude décédé plus de quatre siècles auparavant en 699 : abbé renommé de Saint-Oyand à la fin du VIIe, il y avait fait évoluer la règle monastique vers celle de saint Benoît. Cette découverte initie un culte du saint thaumaturge et un pèlerinage qui deviendra très important (le roi Louis XI s'y rend en 1456 et 1482). Le nom de Saint Claude est alors associé à celui de Saint-Oyand puis finit par supplanter l'ancienne dénomination à l'époque moderne.
L'abbaye est enrichie par les donations et par les pèlerinages qui développent la ville et font naître un important artisanat religieux : elle possède nombre de prieurés et d'églises ou chapelles dans plusieurs évêchés qui constituent la puissante « Terre de Saint-Claude » et conservera son indépendance en étant directement rattachée au Saint-Siège. Dès le XIVe siècle les riches moines nobles de Saint-Claude ne respectent plus la règle bénédictine et en 1510 le régime de commende s'installe. Malgré les tentatives de réforme le relâchement monastique perdure et les conflits entre les moines et les prieurs conduisent à la sécularisation de l'abbaye en 1742 : elle est transformée en chapitre de 16 chanoines dirigés par quatre dignitaires dont un prieur. Une réorganisation ecclésiale en profondeur est entreprise dans le même temps avec la création du nouvel évêché de Saint-Claude pour « procurer à l'Église une sentinelle vigilante aux portes mêmes de Genève » et l'église abbatiale devient la cathédrale de Saint-Claude. Le chapitre de Saint-Claude y est rattaché et défend victorieusement ses droits seigneuriaux comme la mainmorte sur les serfs du Haut-Jura qui malgré l'implication de Voltaire et de l'avocat Cristin ne seront affranchis que par la Révolution lors de la Nuit du 4 août 1789 ; l'abolition réelle n'entrant en vigueur qu'après les décrets d'application du 15 mars 1790.
Le 10 octobre 1789 la Constituante « met les biens de l’Église à la disposition de la nation » et les mainmortables de la Terre de Saint-Claude deviennent propriétaires des biens dont ils étaient les usufruitiers. L'évêque refuse la Constitution civile du clergé et s'exile, puis le 20 août 1790 la Constituante supprime les institutions religieuses et un décret municipal du 23 octobre 1790 l'applique au chapitre de la cathédrale. Les maisons canoniales et les bâtiments de l'abbaye sont vendus comme biens nationaux en octobre 1791 et disparaissent comme tels. Ne subsiste que l'ancienne église abbatiale devenue la cathédrale en 1742 .

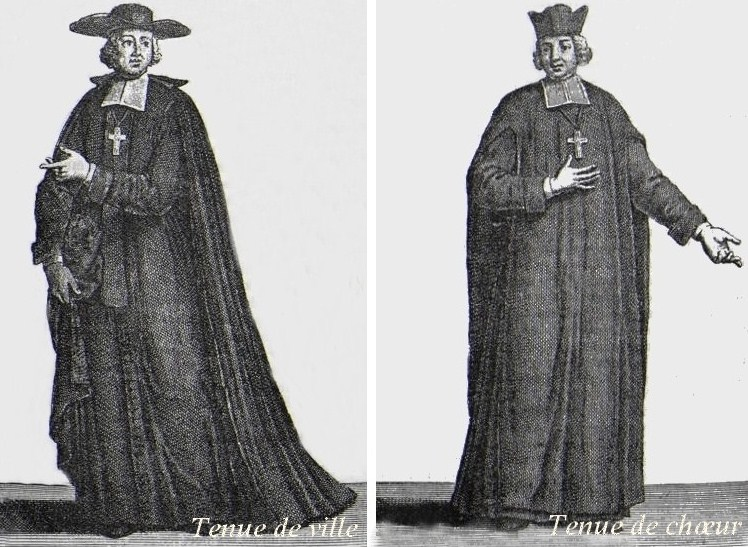
Habit des moines de Saint-Claude au début du XVIIIe siècle.

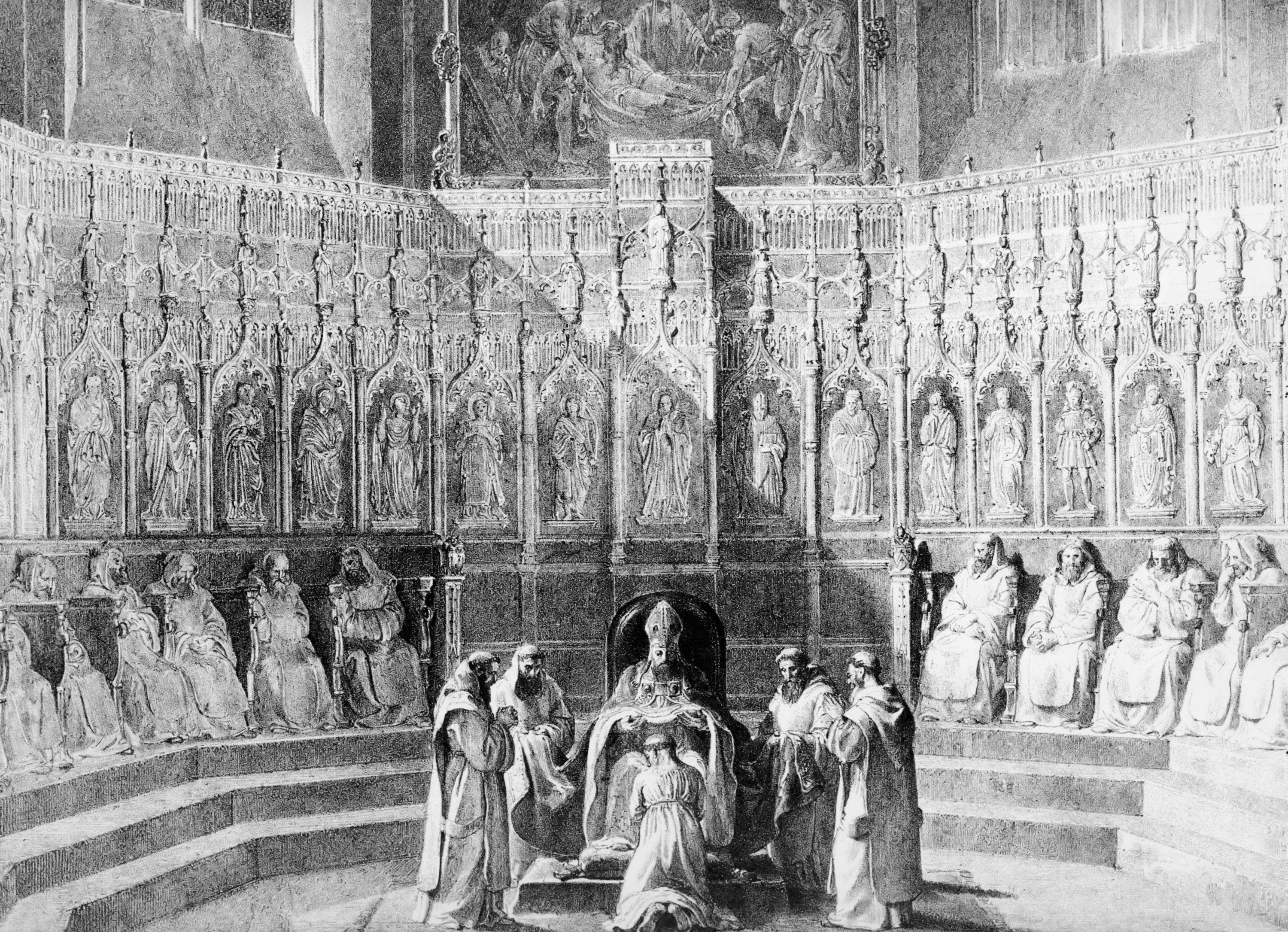
Les stalles de l'abbaye sur une gravure de 1826 (l'emplacement actuel dans la cathédrale date de 1869).

## Dénomination
Le monastère primitif est désigné sous les noms de Condadisco, Monasterium Condatescensis ou Condatense signifiant « Confluent », et relié au lieu où s'établirent les Pères du Jura, fondateurs d'un ermitage aux temps mérovingiens au confluent de la Bienne et du Tacon. La renommée de saint Oyand qui fit de l'ermitage une véritable fondation monastique à la fin du Ve siècle entraîne la nouvelle dénomination de Saint-Oyand-de-Joux, cette titulature est attestée dans les sources à compter du VIIIe siècle et prévaut durant tout le Moyen Âge avec des variantes orthographiques.
Le développement du culte de Saint Claude à partir du XIIe siècle va induire un nouveau changement de nom qui apparaît au XIIIe siècle et s'impose à l'époque Moderne. La « Terre de Saint-Claude » est mentionnée dès 1466 et la titulature « abbaye de Saint-Claude » (« Monasterium sancti Claudii », parfois avec une précision géographique « Saint-Claude au Mont Jura ») commence à être utilisée dans les textes officiels au XVIe siècle comme (en 1538 arrêt de Charles-Quint, deux documents de la fin du XVIe (1574 et 1589). C'est cette dénomination que retiennent la plupart des auteurs d'une Histoire de l'abbaye (Dunod de Charnage, Histoire de l'abbaye de Saint-Claude dans Histoire des Séquanois et de la province séquanoise 1735, pages 91 et suivantes, Abbé Ferroul-Montgaillard Histoire de l'abbaye de St-Claude: depuis sa fondation jusqu'à son érection en évêché, 2 volumes, 1834, [lire en ligne], Dom Benoît, Histoire de l'abbaye et de la Terre de Saint-Claude, Montreuil-sur-mer, vol. I, 1890, vol. II, 1892).

## Histoire

### Romain et Lupicien

#### L'ermitage de Condat
Au début du Ve siècle, à l'âge de 27 ans, Romain de Condat, originaire d'Izernore dans le Haut-Bugey, est rejoint par son frère Lupicin de Lauconne dans son voyage au cœur des forêts du Jura en quête de spiritualité. Ils se dirigent en direction de Moirans-en-Montagne mais le lieu ne les satisfait pas. Ils décident de descendre jusqu'à la  Bienne et de continuer en direction de Jeurre, déjà habité à cette époque, car c'était un point fortifié par les Romains pour contrôler le passage vers l'Helvétie. Arrivé aux alentours de Saint Claude, nommé alors Condat (qui signifie en celte, confluent, car situé au lieu où se rejoignent le Tacon et la Bienne), ils y fondent un ermitage à l'ombre d'une grotte et auprès d'un ruisseau nommé "la Rochette". Bientôt rejoint par d'autres, ils construisent des cellules au pied d'une petite colline et décident d'élaborer des règles de vie en s'inspirant de celles de saint Basile, de saint Pacôme et de l'œuvre de Cassien (cette règle prescrit un jeûne rigoureux autorisant la consommation de lait et d'œufs, ne laissant la viande qu'aux malades, les moines observent un silence presque continuel et la journée est consacrée au travail) ; la règle des bénédictins, ou moines noirs, ne sera appliquée qu'à la fin du Xe siècle. Leur communauté s'agrandissant très vite, ils se lancent dans l'édification de granges monastiques (probablement à Étables, Villard-Saint-Sauveur, Septmoncel et Cinquétral) destinées à l'exploitation agricole des terres défrichées, puis plus tard d'un deuxième lieu de culte à Saint-Lupicin, alors nommé Lauconne, dont Lupicin de Lauconne devient le premier abbé.
L'entretien de deux monastères et des nombreux moines qu'ils abritent devenant difficile dans ces contrées désertes, les deux frères accompagné d'un disciple nommé Pallade partent au devant du roi Chilpéric alors à Genève pour solliciter son aide : "Prince, nous sommes les serviteurs du grand Dieu, avec son aide, nous avons pénétré au milieu de la forêt du Jura, pour y vivre dans l'état monastique. Seuls d'abord, et uniquement appliqués à nos saints exercices, nous n'avons pas tardé à voir arriver auprès de nous, des divers points de la contrée, une jeunesse nombreuse et animée du plus vif désir de servir Dieu dans la solitude, il nous a fallu céder à leurs instances réitérées. Devenus les pères de ces ouailles que le divin Pasteur nous a confiées, nous leur donnons la nourriture spirituelle ; mais comme nous n'avons ni terres, ni revenus, la nourriture corporelle leur manque quelquefois, et c'est pourquoi nous avons recours à votre libéralité". Le monarque fit don de terres, d'une dotation annuelle de blé, de vin et de cent sous d'or. De là les trois hommes se dirigèrent vers Agaune, alors simple sanctuaire, pour vénérer les reliques des martyrs de la légion thébaine. Avant d'entreprendre le voyage de retour la légende raconte que Romain fonda le monastère de Romainmôtier.

#### Le prieuré de la Balme

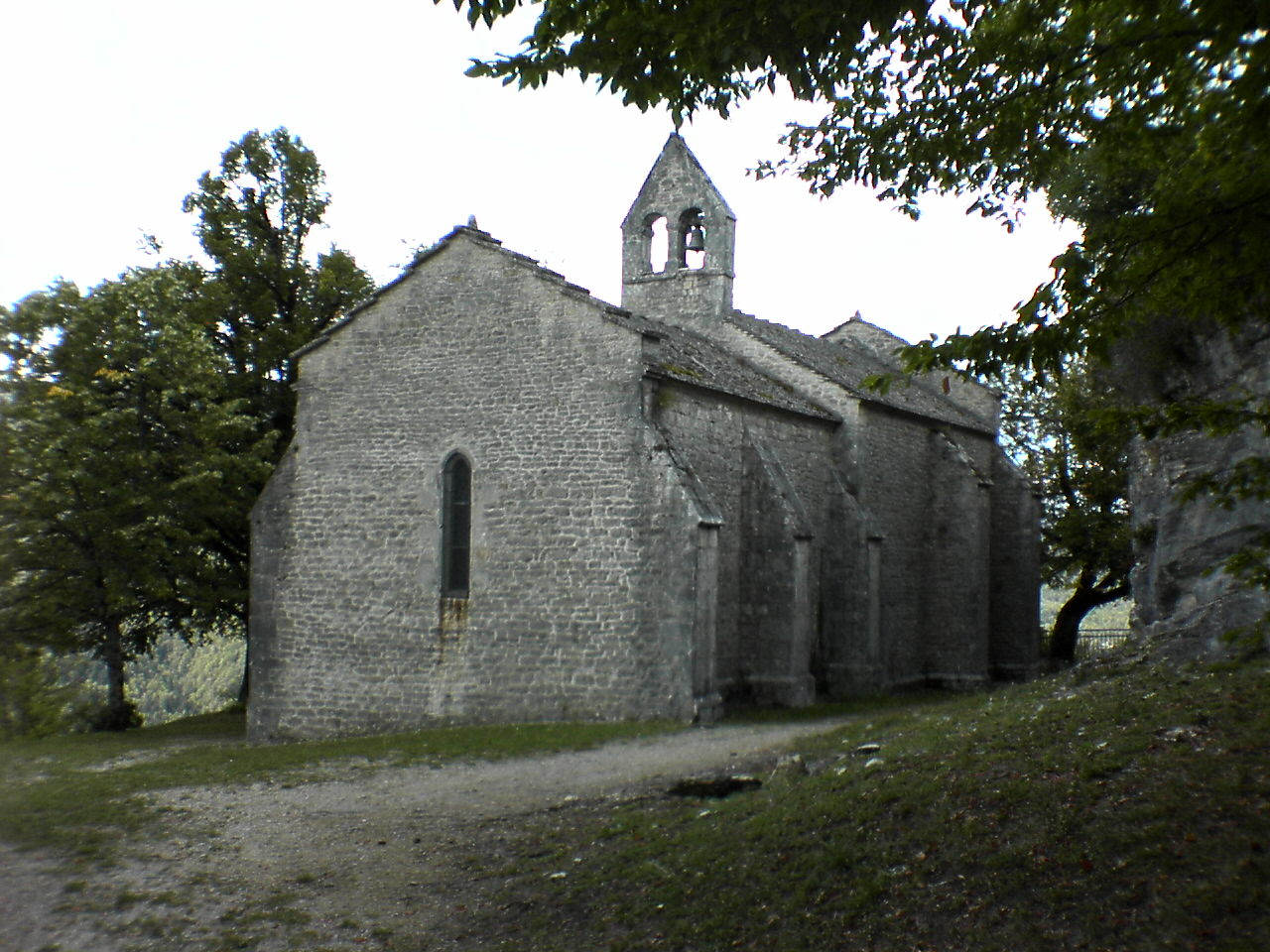
Chapelle de Saint-Romain-de-Condat à Pratz.

À l'image de ses frères, Iole (ou Yole), qui veut également consacrer sa vie à servir Dieu, vient rejoindre l'abbaye de Condat où ils la reçoivent et l'installent comme abbesse au monastère de la Balme, ou la Baume, à Pratz, autrefois nommé Saint-Romain-de-Roche. Les moniales se doivent de vivre dans la plus sévère retraite, elles ne peuvent pas même recevoir leurs parents, ni leur écrire. C'est ce lieu qui recevra la dépouille de saint Romain, conformément à son vœu, avant qu'elle ne rejoigne Saint-Claude lors de la destruction de la Balme ; son frère sera inhumé à Saint-Lupicin où, en 1689, lors du déplacement du maître-autel, il fut découvert une tombe contenant des ossements et une lame de plomb sur laquelle était gravé : "hic requiescit beatus Lupicinus abbas (ici repose le bienheureux Lupicien, abbé)".
Dès le IXe siècle un diplôme de Charles II le Chauve au sujet des reliques de Lupicin stipulant que "dans ce lieu repose le corps du bienheureux Lupucien (In ipsid cellâ Corpus beati Lupicini jacet)", vient préciser que le monastère de Saint-Lupicin est à cette époque déjà un prieuré comme le montre l'utilisation du mot "cellâ, qui depuis le concile d'Aix-la-Chapelle en 817 accorde aux abbés le droit d'avoir de petits monastères nommé "cellà". Quant à celui de la Balme, aujourd'hui Pratz, il devenait un prieuré probablement depuis l'invasion des Sarrasins qui sous la conduite d'Abd al-Rahmân au VIIIe siècle ravage la Bourgogne.

### Oyend de Condat
Saint Oyend (450 - 510), nommé aussi Eugendus, naît dans le milieu du Ve siècle. À l'âge de six ans, il part s'instruire sous la direction de Romain et de Lupicin qui viennent de fonder le prieuré de Condat et le confient à saint Viventiole, alors moine dans ce lieu. Après le décès des deux pères fondateurs, l'abbé qui prend la tête du monastère choisit comme coadjuteur Oyend. Quelques années plus tard, ce dernier lui succède naturellement. La renommée des ermites attirant des disciples de plus en plus nombreux, l’ermitage originel se transforme peu à peu en communauté monastique. Au début du VIe siècle, Oyend, le quatrième abbé, régularise la vie communautaire selon la règle de Tarnate (nom originel de l'abbaye d'Agaune puis fixe une règle portant son nom avec notamment l'usage de la psalmodie perpétuelle). Il s'entoure également d'érudits dont Viventiole. Après sa mort survenue vers le début de la soixantaine, son successeur, Antidiole, fait bâtir une église sur sa tombe. La renommée de cet abbé donne alors son nom à l’abbaye : Saint-Oyend de Joux.
Alors que les trois monastères vivent paisiblement en ce VIe siècle, un incendie ravage celui de Condat. Devant quitter leur lieu de prière, les moines trouvent refuge dans celui de Lauconne (Saint-Lupicin). Oyend en profite pour relever entièrement son abbaye détruite. Composée jusqu'alors de petites cellules individuelles, il les remplace par des dortoirs spacieux et l'oratoire primitif laisse place à une église. L'époque bénéficie d'un calme propice à l'essor des trois abbayes et au développement de leurs écoles et de leurs bibliothèques, toutes deux si renommées que Charles II le Chauve, roi des Francs, confiera à l'un de leurs élèves, devenu moine, la direction du monastère de son palais. Dans le même élan, l'abbé Antidiole envoie deux de ses religieux, Aubert et Didier, dans la région de Saint-Point-Lac. Condat participe ainsi à la fondation des villages de L'Abbaye et de Villers-sous-Chalamont ainsi que de ce qui deviendra plus tard l'abbaye de sainte Marie-Madeleine du Lac et celle de Goaille.

### Saint-Claude

#### Fondation de la ville
C'est sous l'autorité d'Olympe, sixième abbé de Condat, que sont posées les fondations de la ville de Saint-Claude, qui prendra le nom de Saint-Oyand-de-Joux jusqu'au XIIIe siècle en succession de Condat. Les premières maisons voient le jour au lieu-dit « les Moulins » pour, petit à petit, se rapprocher du monastère et une chapelle est construite sur une éminence au nord de l'abbaye, en l'honneur de saint Étienne, pour permettre aux laïcs de suivre l'office, car à cette époque, ils ne peuvent y participer qu'à certains jours solennels. La population augmentant régulièrement et s'ajoutant aux nombreux religieux qui peuplent le lieu, l'abbé Sapient se voit obliger de faire transformer la chapelle en église, malheureusement, quelques années plus tard, un incendie la ravageait, elle fut rebâtie sous l'invocation, cette fois, de saint Romain et existait encore peu après la révolution de 1790. Au cours du VIIIe siècle, grâce à l'estime qu'avait Pépin le Bref envers l'abbé Hippolyte, le monastère est agrandi et le grand cloître érigé, permettant de faire communiquer l'ancienne église avec celle de Saint-Pierre ; dans le même temps, des terres lui sont données dans le diocèses de Langres, Mâcon et Chalon, permettant d'y établir des prieurés. Au XVIe siècle, à la suite d'un incendie, le monastère et le palais abbatial sont restaurés par l'abbé Ferdinand de Rye. Cet édifice, adossé à la nouvelle église et à celle de Saint-Claude, forme une des façades de la place Saint-Pierre, les trois autres côtés sont occupés par la cathédrale et les maisons des religieux. Cette place, ornée d'une fontaine, s'ouvre sur la ville par une porte flanquée de la tour de l'Horloge qui sert de prison. Trois autres portes permettent l'accès à l'abbaye, l'une sur le chemin de Genève par Septmoncel, l'autre sur le chemin des Bouchoux et la dernière sur la rue Neuve. L'abbaye présente une enceinte carrée, armée de tours. Les logements des religieux sont spacieux et possèdent des jardins. Avec la nomination du cardinal d'Estrées sur le siège d'abbé en 1680, vient le temps de la construction du nouvel hôpital de Saint-Claude, en remplacement de l'ancien hospice plusieurs fois détruit. Le 19 juin 1799, un gigantesque incendie  fait quatre-vingts victimes et détruit la ville, alimenté dans sa progression par les « tavaillons » (tuiles en bois de pin et non en ardoise) qui couvrent tous les toits. À 12h45, ce jour-là, une colonne de fumée s'élève d'une maison située en haut de la rue du « pré », le brasier, alimenté par un vent d'est très violent, se lance en direction du couvent des Carmes. De là, il se répand dans la rue Poyat dont les nombreux magasins l'alimentent et s'avance dans le faubourg qu'il parcourt rapidement. Le couvent des Capucins, pourtant à l'opposé, est à son tour la proie des flammes, avant qu'il ne fonde sur la cathédrale, puis se rue sur l'hôpital dont les malades devront la vie sauve à l'infirmier nommé Vincent. Dans cette ville de quatre mille habitants, il ne reste que quelques maisons debout, dont celle de Jacquet qui avait réussi à subtiliser le bras de saint Claude avant la destruction de la relique par le représentant Lejeune.

#### La renommée de son école
La renommée de Condat allait grandissant à tel point que Lothaire Ier, empereur d'Occident, appelait l'abbé Remi auprès de lui pour être pourvu du titre d'archichapelain. Ce titre donne ainsi le pas à l'abbé de Condat sur tous les évêques et archevêques de l'empire et l'octroi du rôle d'arbitre dans les affaires ecclésiastiques. En ayant la charge de cet office particulier Remi ne peut donc pas gouverner Condat tant sa présence auprès de l'empereur est indispensable, aussi confie-t-il la direction de son monastère à un fidèle nommé Mannon. Celui-ci participe à l'épanouissement de l'école de Condat qui devient un vivier d'érudits, ceux de ses élèves qui peuvent être envoyé à l'université sont pris en charge financièrement par l'abbaye. Pour parfaire cette estime réciproque entre le monarque et l'abbé de Condat, l'empereur lui remet un diplôme en 852 confirmant l'affranchissement pour l'abbaye de l'état de dépendance où elle se trouvait alors, il la rétablissait dans tous ses droits acquis par ses prédécesseurs et se portait dorénavant comme protecteur du monastère : "c'est pourquoi, pour le bien de notre âme, faisant droit à la demande de l'archevêque Remy, nous maintenons les moines dudit monastère dans leurs possessions, afin qu'ils en jouissent sous notre autorité, et cela de telle sorte que ceux qui le gouverne ne puissent jamais en être évincés en quoi que ce soit". À cette époque les terres appartenant à l'abbaye sont celles de Molinges, de Viry, de Dortan, de Borbonce, de Salaise, de Chavane, de lect, de Lauconne, de Sessia, de Coisia, de Céligna, de Martigna, de Moirans, de Chancia, de Meussia, d'Onoz, d'Attigna, d'Ambutrix... L'abbé Remi avait été nommé évêques de Lyon aussi son successeur, en la personne d'Aurélien, occupe-t-il le même poste ainsi que celui d'archichapelain. Ce dernier abbé fut chargé de relever le monastère d'Ainay alors en ruine et pour ce faire il envoya plusieurs religieux de Condat.

#### L'adoption de la règle de saint Benoit
Dans le courant du Xe siècle, en adoptant la règle de saint Benoît, l'abbaye se place sous l'autorité directe du souverain pontife, d'ailleurs le pape Pascal II en 1100 place l'abbaye sous sa protection et permettait à l'abbé de porter la mitre et l'anneau. À partir de 952 l'abbé Bozon pris soin de la mettre sous la protection d'Othon Ier, roi de Germanie, lui permettant ainsi de devenir un fief de l'empire. Ce monarque maintient l'affranchissement du monastère ainsi que le droit d'élire leur abbé. Avec Gausserand c'est un renouveau pour Saint-Oyand-de-Joux car il engage d'importants fonds pour relever les bâtiments qui avaient souffert du passage des Normands. Peu de temps après il y recevait Simon de Vexin chassé par Philippe Ier de ses terres, voulant se retirer du monde Simon et quelques-uns de ceux qui l'avaient accompagné se retiraient vers les montagnes et y fondaient un ermitage qui deviendra le village de Mouthe. Dans ces temps tumultueux il devint nécessaire pour le monastère de se protéger de ses voisins belliqueux et d'assurer la protection de ses biens, aussi l'abbé Odon Ier met sur pied des milices commandées par un prévôt ou capitaine d'armes dans chaque village à l'image de ce qui se faisait en Suisse.

#### Le miracle de saint Claude
Avec la nomination d'Adon II sur le siège de Saint-Oyand-de-Joux vient le temps des intrigues et de l'indiscipline, décrit comme capricieux et dispendieux il ne put subvenir à ses besoins qu'en vendant ou en engageant les domaines du monastère. Malgré l'intervention de Pierre II de Tarentaise il fallut celle du pape pour déposer l'abbé fautif, pour ce faire le souverain pontife s'appuya sur une lettre de saint Bernard : "Le noble monastère de Saint-Oyant, fameux autrefois par ses richesses et sa piété, touche à sa ruine. S'il faut croire tout ce qu'on en raconte, le mal est si grand que je dois renoncer à vous en faire le détail; les deux religieux qui vont déposer leurs plaintes aux pieds de votre Sainteté, s'acquitteront de ce devoir. L'un d'eux, nommé Archegande, prieur du monastère de Condat, est un homme de bien pour lequel j'ai conçu depuis longtemps une sincère affection; il vous dira que, dans presque tous les monastères ou prieurés de la congrégation, les édifices sont en partie détruits, en partie sur le point d'être abandonnés ; que les moines gémissent du peu de retenue de leur abbé, désigné par l'opinion publique comme auteur de tous les maux qui les désolent: ces maux sont tels qu'il ne faut rien moins que le glaive apostolique, jusqu'ici trop lent à frapper, pour les extirper entièrement. En vous les signalant j'ai délivré mon âme ; mais ce n'est pas assez, il faut que le monastère le soit aussi. C'est à vous qu'il appartient d'opérer cette délivrance, sa mort et sa vie sont entre vos mains". Adon II est donc remplacé par Aymond qui obtient l'appui de Frédéric Barberousse, Empereur romain germanique, ce dernier par un diplôme de 1184 confirme tous les anciens titres de l'abbaye l'augmentant du droit de "battre monnaie". Pour raviver la foi de tous l'abbé fit exhumé le corps de Saint Claude dont le tombeau avait auparavant attiré un grand nombre de croyants et semblait être le lieu de plusieurs miracles. Le corps de Claude y reposait parfaitement conservé. Transféré dans une châsse en bois il est dit qu'il opéra la résurrection d'un enfant ayant péri étouffé dans la foule le jour de la cérémonie. En 1243 c'est au tour de l'abbé Humbert de Buenco de faire une nouvelle translation après avoir fait fabriquer une châsse cette fois en argent. En 1448, en 1699 et en 1754 la châsse sera encore ouverte et encore une fois et il sera observé la parfaite conservation de la dépouille. La renommée du saint est si grande que Louis XI, déjà venu en tant que dauphin, fera encore deux voyages pour se recueillir sur son tombeau en 1456 et en 1482 ; puis en 1499 c'est au tour d'Anne de Bretagne d'y venir en pèlerinage. Après la révolution de 1789 le représentant Lejeune, fraichement arrivé à Saint-Claude, s'empressa de faire détruire la relique du saint le 7 mars 1794, Lejeune accompagné de deux gendarmes brisèrent le corps en plusieurs morceaux et le transportèrent à l'écart de la cathédrale pour le brûler dans la cheminée d'une chambres du couvent des Carmes alors transformé en auberge, le lendemain un des domestiques y retrouvait des ossements et un crâne ; seul un de ses bras, perdu pendant le forfait, put être sauvé par un habitant. Devant les protestations que soulevait ce méfait Lejeune fit jeter dans la Bienne, à l'endroit nommé "les Coinchettes" les restes du saint homme.

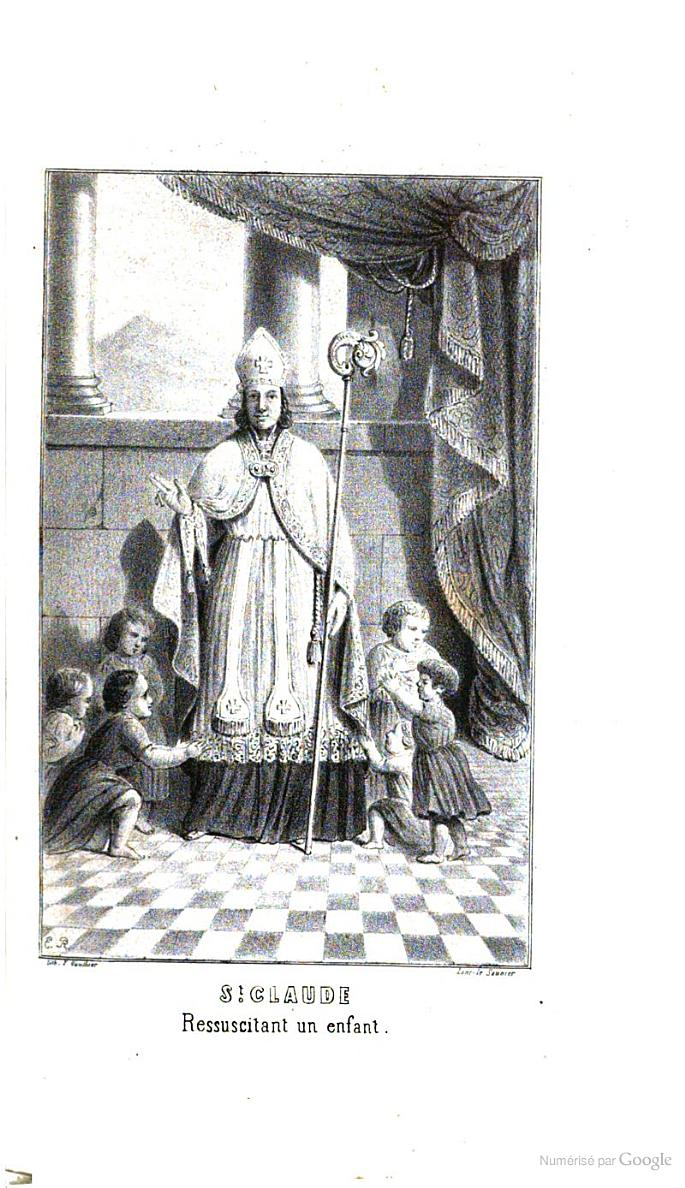
Claude de Besançon

### Les temps difficiles

#### Fortifications et traités
En cette période troublée qu'est le XIIIe siècle l'abbé Hugues Ier dut solliciter la protection de Rodolphe Ier, roi des Romains, qui lui vient en aide en donnant le titre d'avoué (personne chargée de la protection et de la représentation juridique d'une institution ecclésiastique) à Jean Ier de Chalon-Arlay en 1291. Déjà quelque temps avant son prédécesseur avait reçu des mains du pape Innocent IV la bulle pontificale fixant le poullié (ou catalogue) des bénéfices dépendant de l'abbaye permettant ainsi de fixer de manière irrévocable ses possessions. En 1299 l'abbé Étienne Ier donne la montagne de Saint-Cergues à son père Humbert de Villars à charge pour lui d'y édifier une forteresse afin que les religieux puissent s'y réfugier et se défendre contre les agresseurs, du côté de la vallée de Mijoux c'était chose faite grâce à l'association que Guillaume III avait faite avec le baron de Gex. À cela il faut ajouter plusieurs places fortes inféodées du côté de la France. Dans le même temps il est décidé de fortifier l'abbaye en construisant un fort relié à son enceinte, la ville fut fermée de murailles et flanquée de tours, de cette époque semble daté la bourgeoisie de Saint-Claude. Pour parfaire cet édifice les abbés conclurent une association en 1301 avec Amédée V de Savoie comte de Savoie.

#### Le droit de main-morte
L'abbaye était un des premiers chapitres nobles de France : l'abbé pouvait anoblir et faire grâce aux criminels, et avait droit de mainmorte sur tout le domaine de l'abbaye, appelé Terre de Saint-Claude, à l’exception de quelques territoires francs. Ce servage, tardif par rapport à d'autres seigneuries, s'est constitué progressivement à partir du XIIIe siècle et s'est étendu et généralisé dans la période entre 1350 et 1420. Les serfs de l'abbaye étaient soumis à la mainmorte, devaient la taille et des corvées.
Ce servage étant devenu insupportable au siècle des Lumières, les habitants intentèrent un procès au chapitre cathédral, héritier de l’abbaye, avec Christin comme avocat. Ce procès mémorable marqua les esprits : Voltaire fit contre elle une campagne aussi vaine qu'acharnée, et Louis XVI en personne ne put faire plier le chapitre qui obtint gain de cause devant le Parlement de Besançon, en 1775. Cet us féodal ne fut aboli qu'à la Révolution.

#### Une nouvelle église
Le XIVe siècle nait avec le droit de bourgeoisie de la ville et donc la liberté individuelle, ainsi une administration municipale est formée avec à sa tête des échevins détendeur de la police de la ville. Ce siècle verra aussi le Grand Schisme d'Occident diviser le catholicisme et l'installation d'un pape à Avignon, en se rangeant au côté de Clément VII l'abbé Guillaume (IV/V) se voit nommé au siège d'évêque de Sion, en 1386,. Grâce à cette affectation, et aux dons considérable de Jean de La Grange, l'abbaye peut se lancer dans la construction de la nouvelle église de Saint-Pierre qui sera terminée en 1726. Mais avant cela, en 1512, un gigantesque incendie détruisit l'église de Saint-Claude, autre édifice religieux de la ville qui avait succédé à l'abbaye de Condat primitive. En peu de temps tout fut en flamme et se propagea aux bâtiments voisins pour courir dans la ville.

#### Guerres internes
Le défaut de limites entre le comté de Bourgogne et la Savoie prédispose les terres du monastère à de fréquentes invasions tant et si bien que les deux souverains demandent l'arbitrage de l'abbé de Saint-Claude. Un traité est conclu, des bornes placées et le maintien de Saint-Cergues, de la vallée des Dappes et du haut Jura confirmés à l'abbaye. À ces guerres de souveraineté il faut ajouter celles internes au monastère qui verront s'affronter Gérard de Chauvirey et Guy VII d'Usier, ce qui ne manquera pas de faire sombrer les religieux dans les excès et l'oubli des règles. Le pape Nicolas V doit intervenir en envoyant des religieux chargés de remettre bon ordre dans ce lieu. Les anciennes règles de vie sont réhabilitées, le nombre de religieux est limité à trente six, le silence est prescrit avec rigueur et les sorties fortement limitées. Dans le même temps que sont mis en place les statuts de l'abbaye celle-ci doit faire face  aux incursions des Suisses.

#### La guerre de Trente ans
Au XVIIe siècle, lors de la guerre de Trente Ans, la Franche-Comté est envahie. Les villes de Salins et Pontarlier subissent les assauts du duc de Saxe-Weimar tandis que Saint-Claude voit s'approcher le comte de Nassau, lieutenant du duc. Devant l'importance des troupes le capitaine de Lezay, commandant de la Terre de Saint-Claude, prend la fuite livrant la ville et l'abbaye à son sort. Alors que les troupes étrangères épargnent le monastère ce sont les français, sous le commandement de Philippe de La Mothe-Houdancourt lieutenant du roi, qui s'avance avec quatre cents chevaux et cinq cents hommes à pied. au fur et à mesure de leur approche, ils pillent et incendient les villages. Le monastère alors déserté est livré au pillage malgré la défense expresse de s'en prendre aux biens de l'église. Saint-Claude fit il un nouveau miracle ? Toujours est-il que le trésor et les bâtiments furent épargnés.

#### La sécularisation de l'abbaye

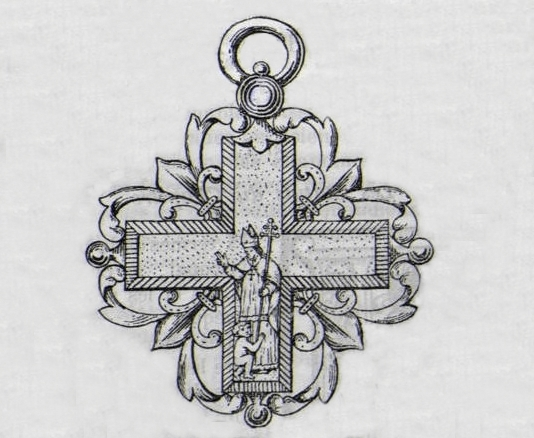
Croix pectorale des premiers chanoines de Saint-Claude de 1742 à 1750

Avec la venue sur le siège d'abbé de Louis de Bourbon-Condé vient l'époque de la sécularisation de l'abbaye. Pour ce faire le chapitre dressa un projet en quarante trois points dont il ressort que les religieux conserveraient leurs droits et privilèges, que les prébendes monacales (qui représentent les bénéfices ecclésiastiques du chanoine) seraient remplacées par quatre dignités (prévôt, chantre, chancelier et trésorier) et seize canonicats séculiers (les chanoines séculiers sont des clercs qui restent propriétaires de leurs biens), que les menses abbatiale et capitulaire resteraient distinctes et que les membres du chapitre porteraient le titre de chapelain du saint-Siège avec la croix pectorale, l'habit violet, la mitre et l'anneau. Ce projet ne reçut pas l'approbation complète de François Paul de Neufville de Villeroy, alors archevêque de Lyon, aussi avec l'accord du président du conseil de Louis de Bourbon-Condé il était décidé la création d'un évêché prise sur la partie franc-Comtoise de celui de Lyon ; le 22 janvier 1742 est érigé le diocèse de Saint-Claude.

### Liste des abbés
À partir du XIIIe siècle ne peuvent être admis comme religieux que ceux qui sont noble et peuvent prouver seize quartiers de noblesse, c'est-à-dire remonter jusqu'à la quatrième génération du côté paternel et maternel.
- Romain, abbé de 430 à 473.
- Lupicien, abbé de 473 à 493.
- Minause, prévôt ou doyen de Condat, abbé de 493 à 496.
- Saint Oyend, abbé de 496 à environ 514. Le Catalogue des abbés de Saint-Oyend est sûrement ici moins fiable sur la datation de la fin de l'abbatial que l'estimation proposée par François Martine dans la Vie des Pères du Jura en utilisant les données de la Vita Abbatum Acaunensium, de la lettre 17 d'Avit de Vienne à Viventiole. Saint Oyend serait donc mort un premier janvier mais plutôt entre 512 et 514[16].
- Antidiole, abbé d'environ 514 à 533.
- Olympe, abbé de 533 à 566.
- Sapient, abbé de 566 à 588.
- Thalaise, abbé de 588 à 603.
- Daguemond, abbé de 603 à 627.
- Audéric, abbé de 627 à 649.
- Injurieux, abbé de 649 à 674.
- Saint Claude, abbé de 681 à 696.
- Rustique, abbé de 697 à 731.
- Aufred, abbé de 731 à 739.
- Hippolyte, abbé de 739 à 769.
- Ricbert, abbé de 782 à 793.
- Vulfred, abbé de 793 à 794.
- Bertrade, abbé de 794 à 804.
- Antelme, abbé de 804 à 814.
- Achin, abbé de 814 à ?.
- Richin, abbé de ? à 832.
- Angilmard Agilmar/Aguilmar, abbé de 832 à 850, puis archevêque de Vienne .
- Remi, abbé de 850 à 875.
- Aurélien, abbé de 875 à 894.
- Ildebert, abbé de 894 à 895.
- Vulfred II, abbé de 895 à 896.
- Bertrand, abbé de 896 à 898.
- Bernard, abbé de 898 à 899.
- Bertalde, abbé de 899 à 921.
- Gipéric, abbé de 921 à 948.
- Guy, abbé de 948 à 952.
- Bozon, abbé de 952 à 972.
- Achinard, abbé de 972 à 986.
- Norbald, abbé de 986 à 1002.
- Gausserand, abbé de 1015 à 1026.
- Odéric, abbé de 1026 à 1038.
- Leutalde, abbé de 1038 à 1054.
- Jodstalde, abbé de 1054 à 1073.
- Odon Ier, abbé de 1073 à 1084.
- Hunald Ier, abbé de 1084 à 1093.
- Humbert Ier, abbé de 1100 à 1106.
- Hulnaud, abbé de 1106 à 1112.
- Adon Ier, abbé de 1112 à 1146.
- Humbert II, abbé de 1146 à 1147.
- Gérard Ier, abbé de 1147 à 1148.
- Adon II, abbé de 1148 à 1154.
- Ponce de Thoire, avant 1162, puis évêque de Belley.
- Aymon, abbé de 1175 à 1183.
- Guillaume Ier, abbé de 1183 à 1186.
- Bernard II, abbé de 1186 à 1200.
- Bernard III de Thoire, abbé de 1200 à 1230.
- Hugues Ier de Nancuise, abbé de 1230 à 1234.
- Humbert III de Buenco, abbé de 1234 à 1252.
- Guy II, abbé de 1252 à 1256.
- Humbert IV, abbé de 1256 à 1260.
- Guy III, abbé de 1260 à 1262.
- Humbert V, abbé en 1262.
- Guy IV, abbé de 1262 à 1283.
- Guillaume II de Thoire-Villars, abbé de 1283 à 1284.
- Guy V, abbé de 1284 à 1285.
- Humbert VI, abbé de 1285 à 1293.
- Guillaume III de la Baume, abbé de 1293 à 1298.
- Étienne Ier de Saint-Cergues, abbé de 1298 à 1303.
- Geoffroy, abbé de 1303 à 1304.
- Odon II de Vaudrey, abbé de 1304 à 1314.
- Étienne II, abbé de 1314 à 1317.
- Odon III de Vaudrey, abbé de 1317 à 1320.
- François Ier, abbé en 1320.
- Jean Ier, abbé de 1320 à 1326.
- Hugues II, abbé en 1326.
- Jean II de Roussillon, abbé de 1328 à 1348[17].
- Guillaume IV de Beauregard, abbé de 1348 à 1386[14],[17].
  - Guy VI, abbé de 1380 à 1384 (selon la tradition, non attesté)[14].
- Guillaume V de la Baume, abbé de 1386 à 1412[17],[18].
  - Guillaume VI, abbé de 1393 à 1404 (selon la tradition).
- François II de Metz, abbé de 1404 à 1426[17].
  - Étienne III, abbé de 1420 à 1426 (selon la tradition).
- François III, abbé de 1426 à 1429.
- Jean III, abbé de 1429 à 1438.
- Guy VII d'Usier, abbé de 1436 à 1442[17].
- Pierre Morrelly, abbé de 1441 à 1444.
- Étienne Fauquier, abbé de 1444 à 1466.
- Augustin d'Est de Lugnano, abbé de 1466 à 1467.
- Jean-Louis de Savoie, abbé de 1472 à 1482[17].
- Pierre II Morelly, abbé en 1483.
- Pierre III de Viry, abbé de 1483 à 1500.
- Pierre IV Morelly, abbé de 1500 à 1510.
- Pierre V de la Baume, abbé de 1510 à 1544.
- Claude de la Baume, abbé de 1545 à 1546.
- Louis de Rye, abbé de 1546 à 1549.
- Philibert de Rye, abbé de 1550 à 1561.
- Marc de Rye, abbé de 1561 à 1580.
- Joachim de Rye, abbé de 1580 à 1588.
- Ferdinand de Rye, abbé de 1589 à 1636.
- Juan José d'Autriche, abbé de 1638 à 1679.
- César d'Estrées, abbé de 1680 à 1712.
- Jean V d'Estrée, abbé de 1712 à 1718.
- Louis de Bourbon-Condé, abbé de 1718 à 1742.

## Possessions
Liste non exhaustive des possessions tenues par l'abbaye de Saint-Claude
- château de Jasseron, à Jasseron (vers 974-début XIIIe).
- Prieuré de Saint-Oyen, à Montbellet

### Sources et bibliographie
- Histoire de l'abbaye de St-Claude: depuis sa fondation jusqu'à son érection en évêché, volume 1 (de l'origine jusqu'à 1186), Ferroul-Montgaillard, édition F. Gauthier, 1834, [lire en ligne]
- Histoire de l'abbaye de St-Claude: depuis sa fondation jusqu'à son érection en évêché, Volume 2 (de 1186 à 1742), Ferroul-Montgaillard, édition F. Gauthier, 1855, [lire en ligne]
- Histoire littéraire de la France: ouvrage commencé par des religieux bénédictins de la Congrégation de Saint Maur, François Clément, Antoine Rivet de la Grange, Charles Clémencet, Pierre Claude François Daunou, Barthélemy Hauréau, Paul Meyer, édition Académie des inscriptions & belles-lettres, Imprimerie nationale, 1735 p.  60 à 61, 656 à 676, [lire en ligne]
- Joseph Paul Augustin Benoît, Histoire de l'abbaye et de la Terre de Saint-Claude, Montreuil-sur-mer, vol. I, 1890, vol. II, 1892
- Vincent Corriol, Les serfs de Saint-Claude. Etude sur la condition servile au Moyen Âge, Rennes, Presses Universitaires de Rennes, 2009, 398 p. (ISBN 978-27535-0957-3)
- François Martine, Paris, Editions du Cerf, Sources chrétiennes N°142, 1968, 534 p.